# Ichthyomys stolzmanni
Ichthyomys stolzmanni es una especie de roedor de la familia Cricetidae. Se cree que es nocturno y semiacuático, y se ha encontrado en un rango de elevación de 900 a 1700 m.

## Distribución geográfica
Se encuentra en Ecuador y Perú. 